# Апостолюк В'ячеслав Володимирович
В'ячеслав Володимирович Апостолюк (29 жовтня 1923, с. Юрківці, Україна — 5 червня 1993, Тернопіль, Україна) — український лікар, педагог. Учасник німецько-радянської війни. Кандидат медичних наук (1964). Відмінник охорони здоров'я УРСР (1966).

## Життєпис
В'ячеслав Володимирович народився 29 жовтня 1932 року в селі Юрківці Могилів-Подільського району Вінницької області України.
Закінчив Чернівецький медичний інститут (1952, нині Буковинська медична академія).
Працював:
- лікарем Тернопільської міської лікарні,
- головним лікарем обласної лікарні лікувально-санітарного управління (від 1960),
- доцентом кафедри терапії, завідувачем курсу фізіотерапії Тернопільського медичного інституту (від 1973, нині державний медичний університет).

Співорганізатор відкриття Микулинецької обласної фізіотерапевтичної лікарні реабілітації (1997). Один із перших дослідників родовищ мінеральних вод Тернопільщини, зокрема Микулинецького, Гусятинського, Конопківської (назва води «Микулинецька Мацеста», відкрито санаторій «Медобори»). Посприяв промисловому випуску столової мінеральної води «Тернопільська».
Перший на Тернопіллі застосовував голко-рефлексотерапію, впровадив немедикаментозні методи лікування, зокрема, апітерапію, психотерапію, траволікування та інші.

## Нагороди
- орден «Знак пошани» (1971)
- орден Вітчизняної війни I ступеня (1972).

## Доробок
Автор понад 50 наукових праць.